# Inés de Ayala
Inés de Ayala, également connue sous le nom de Inés Pérez de Ayala y Enríquez née vers 1410, 5e dame de Casarrubios del Monte était la fille de Merina de Cordoue, une noble dame de la cour de Castille, et de Fadrique Enríquez de Mendoza et la sœur de Diego Fernández de Córdoba, un chevalier de l'ordre de Calatrava.

## Biographie
En 1440, lors de la guerre de succession castillane, Inés a accompagné le roi Juan II de Castille dans sa campagne militaire contre son neveu Alphonse V d'Aragon. Elle a participé à plusieurs batailles, dont celle de Olmedo, où elle a été gravement blessée. Malgré cela, elle a continué à se battre et a même sauvé la vie du roi en le protégeant avec son propre corps.
Inés de Ayala a également joué un rôle important dans la négociation de la paix entre Juan II et Alphonse V. Grâce à sa connaissance de la langue et de la culture aragonaise, elle a été en mesure de servir d'interprète et de médiatrice entre les deux parties.
Inés s'est mariée avec Pedro Fernández de Velasco, le comte de Haro, avec qui elle a eu dix enfants. Au cours d'une bataille à Bilbao, son mari décéda, poignardé par des pirates. Cela entraîna Inés de Ayala à vouloir venger son mari et à envoyer des troupes afin de capturer ces pirates. Elle était très impliquée dans l'éducation de ses enfants, veillant à ce qu'ils reçoivent une formation de qualité ainsi qu'une éducation catholique. Deux de ses fils, Bernardino Fernández de Velasco et Carlos Fadrique de Velasco, ont joué un rôle important dans l'histoire espagnole.